# 博格丹嶺

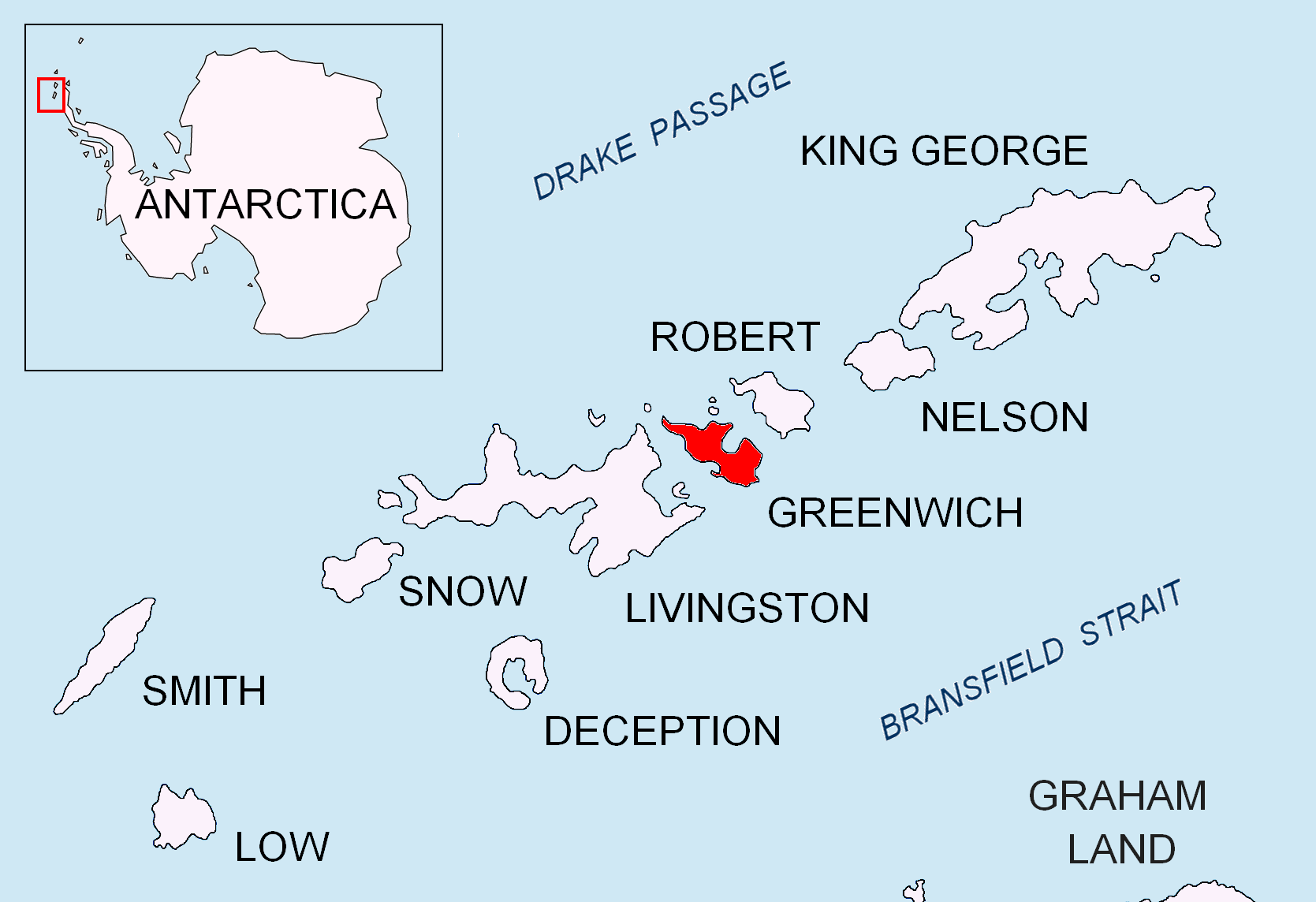

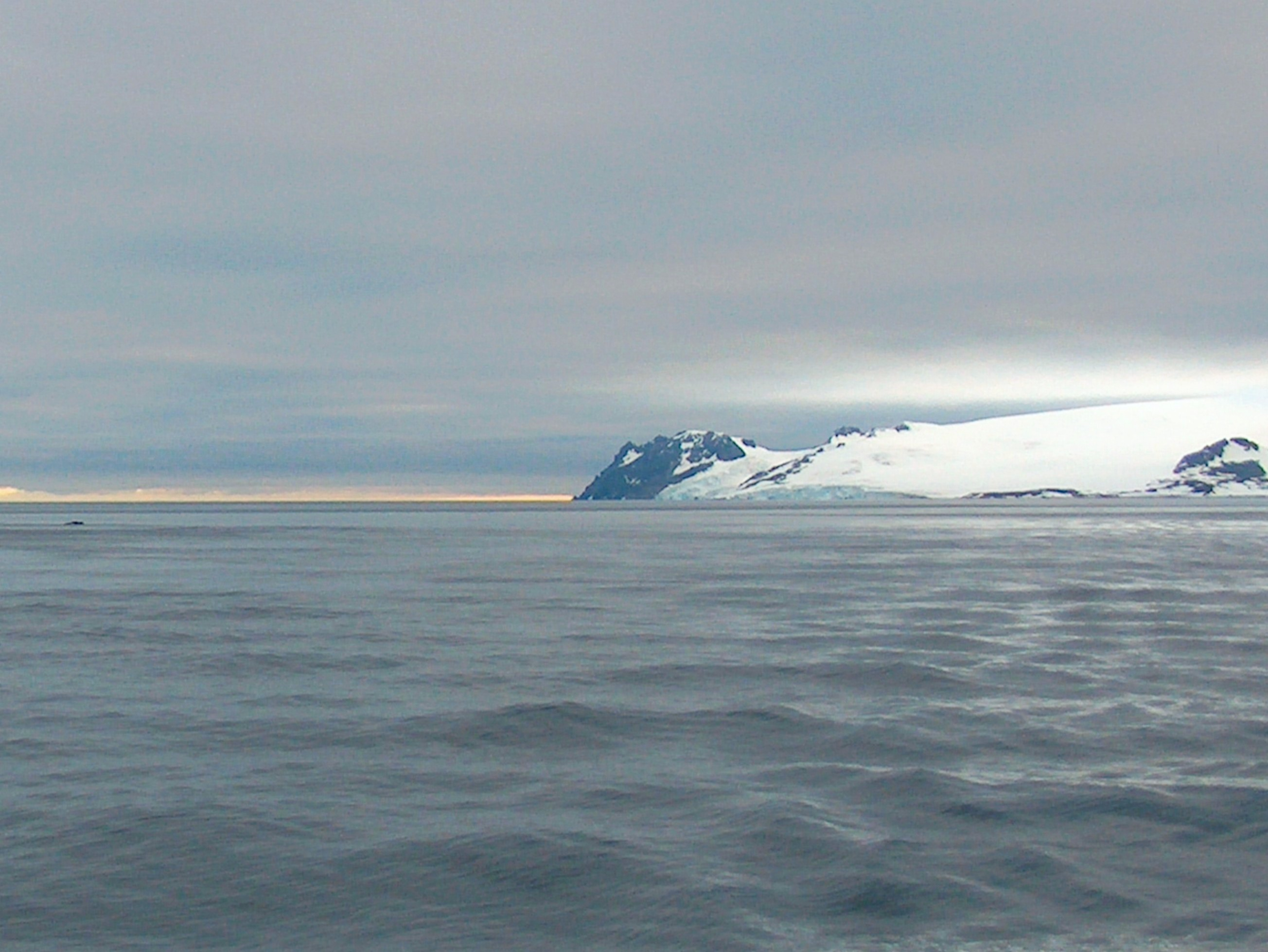

博格丹嶺（英語：Bogdan Ridge）是南極洲的山嶺，位於南設得蘭群島中格林尼治島的布雷茲尼克高地東北端，處於聖克魯斯角以西0.63公里、本科夫斯基冰原島峰東北面0.92公里和洛佩茲冰原島峰東南面4.38公里，海拔高度440米。

## 外部連結
- Composite Antarctic Gazetteer（页面存档备份，存于）.

62°30′01″S 59°33′57″W / 62.50028°S 59.56583°W